# 코이바사냥개박쥐
코이바사냥개박쥐(Molossus coibensis)는 큰귀박쥐과에 속하는 박쥐의 일종이다. 페루와 에콰도르, 베네수엘라, 파나마, 코스타리카 그리고 엘살바도르를 포함하여 멕시코 남부의 치아파스주부터 브라질 마투그로수주까지 분포한다. 중앙아메리카에서의 개체군 상태는 미확인 상태이다. 식충성 동물로 다양한 숲 서식지의 해수면과 해발 1300m 사이에서 발견된다.